# Manzanillo (municipi)
|  | Per a altres significats, vegeu «Manzanillo (Valladolid)». |

Manzanillo és un municipi a l'estat de Colima. Manzanillo és el cap de municipi i principal centre de població d'aquesta municipalitat. Aquest municipi és a la part sud de l'estat de Colima. Limita al nord amb els municipis de Comala, al sud amb Tecomán, a l'oest amb Jalisco i a l'est amb Armería.